# Gondogeneia subantarctica
Gondogeneia subantarctica är en kräftdjursart som först beskrevs av Knud Hensch Stephensen 1938.  Gondogeneia subantarctica ingår i släktet Gondogeneia och familjen Eusiridae. Inga underarter finns listade i Catalogue of Life.